# Casa de Ramon Bosch
La Casa de Ramon Bosch és una obra eclèctica de Vic (Osona) protegida com a Bé Cultural d'Interès Local.

## Descripció
Es tracta d'un edifici cantoner que consta de planta baixa i quatre plantes pis. Hi ha balcons a tots els pisos excepte en el darrer que fou afegit posteriorment.
Les llosanes dels balcons, les llindes, els brancals de les obertures principals són de pedra. La cantonada està emfatitzada per carreus de pedra, també hi ha una capelleta.